# Centar Župa

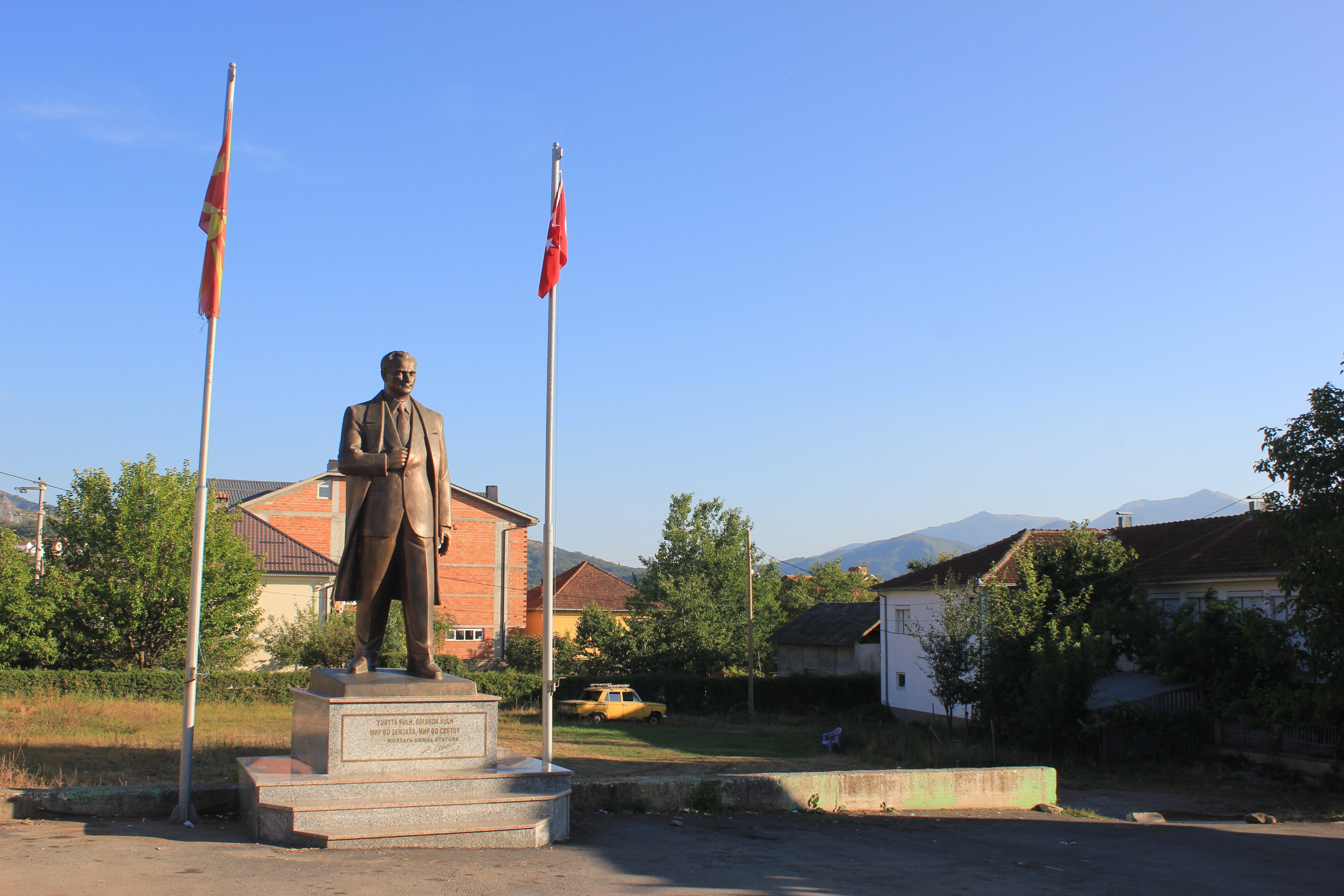
Staty av Mustafa Kemal Atatürk i Centar Župa.

Centar Župa (makedonska: Центар Жупа lyssna (fil), turkiska: Merkez Jupa) är en ort i kommunen Centar Župa i västra Nordmakedonien. Orten är huvudort i kommunen Centar Župa och ligger cirka 5,5 kilometer sydost om Debar. Centar Župa hade 354 invånare vid folkräkningen år 2021.
Av invånarna i Centar Župa är 89,15 % turkar, 9,68 % makedonier och 1,17 % albaner (2021).